# Born Free
Born Free is een Britse dramafilm uit 1966, geregisseerd door James Hill. Het verhaal is gebaseerd op het non-fictie boek Born Free van Joy Adamson. De film won twee Oscars in de categorieën beste filmmuziek (John Barry) en beste filmsong "Born Free" (Don Black en John Barry). Ook bekend onder de naam "Elsa de leeuwin".

## Verhaal
George Adamson is een parkwachter in Kenia die op een dag een leeuwin doodt uit zelfverdediging. De leeuwin liet daarbij drie welpen achter die George samen met zijn vrouw Joy in veiligheid bracht vanwege de andere roofdieren. Twee welpen brachten ze onder in een dierentuin en één welp met de naam Elsa brachten ze zelf groot totdat het dier weer op eigen benen kon staan in de wildernis.

## Rolverdeling
| Acteur           | Personage      |
| ---------------- | -------------- |
| Virginia McKenna | Joy Adamson    |
| Bill Travers     | George Adamson |
| Geoffrey Keen    | John Kendall   |
| Peter Lukoye     | Nuru           |
| Omar Chambati    | Makkede        |
| Bill Godden      | Sam            |
| Bryan Epsom      | Baker          |
| Robert Cheetham  | Ken            |
| Surya Patel      | Dokter         |
| Geoffrey Best    | Watson         |

## Muziek
De filmmuziek werd gecomponeerd door John Barry.